# Witryłów
Witryłów (w latach 1977–1981 Wietrzna) – wieś w Polsce położona w województwie podkarpackim, w powiecie brzozowskim, w gminie Dydnia.
W latach 1975–1998 miejscowość administracyjnie należała do województwa krośnieńskiego.
Wieś leży na obszarze starego osadnictwa ruskiego, na lewym brzegu Sanu, przy ujściu potoku Witryłówka.

## Części wsi
| SIMC    | Nazwa               | Rodzaj    |
| ------- | ------------------- | --------- |
| 0351165 | Dział               | część wsi |
| 0351171 | Dzilec              | część wsi |
| 0351188 | Poręba              | część wsi |
| 0351194 | Rzeki nad Sanem     | część wsi |
| 0351202 | Rzeki pod Mordaniem | część wsi |
| 0351219 | Zaciepłe            | część wsi |

## Historia
Wieś prawa wołoskiego, położona była na początku XVI wieku w ziemi sanockiej województwa ruskiego. W 1794 r. właścicielem Witryłowa był Apolinary Dydyński, a w I poł. XIX w. Anna z Sękowskich Boguszowa, po której majątek ten przeszedł w 1845 na Gracjana Bogusza. W 1846 kupił te dobra Michał Falkowski. Kolejnymi właścicielami byli jego synowie, Melchior i Władysław Falkowscy. W 1885 Witryłów, przez Adelę 1 voto Falkowską, 2voto Kozłowską przeszedł na własność dr Jana Kozłowskiego. Od Kozłowskich kupił te dobra w 1906 Franciszek Trzciński herbu Rawicz. W 1920 majątek w Witryłowie kupili od Franciszka Trzcińskiego – dzieląc się tymi dobrami po połowie – bracia Franciszek Ksawery Dwernicki i Karol Wincenty Dwernicki. W 1944 majątek przeszedł w wyniku reformy rolnej na rzecz Skarbu Państwa.
Wieś została spalona 10 września 1946 przez UPA sotnię „Kryłacza”.
Około godziny 23.30 od strony Sanu rozpoczął się napad bojówek UPA na Witryłów, a w jakiś czas później na Hłomczę i Łodzinę. Witryłów, dzięki zorganizowanej polskiej samoobronie, zdołał odeprzeć atak i nie został spalony w całości. Banderowcy spalili jednak 56 domów, oraz zabudowania gospodarcze w tym dwór Dwernickich. Zamordowano też w okrutny sposób 7 osób: Franciszkę Baran, Kazimierę Dzik, Antoniego Kozłowskiego, Adama Kurzacza, Tadeusza Pelca, Józefa Skrzypskiego i Marię Wituszyńską, kilkanaście osób zostało rannych.

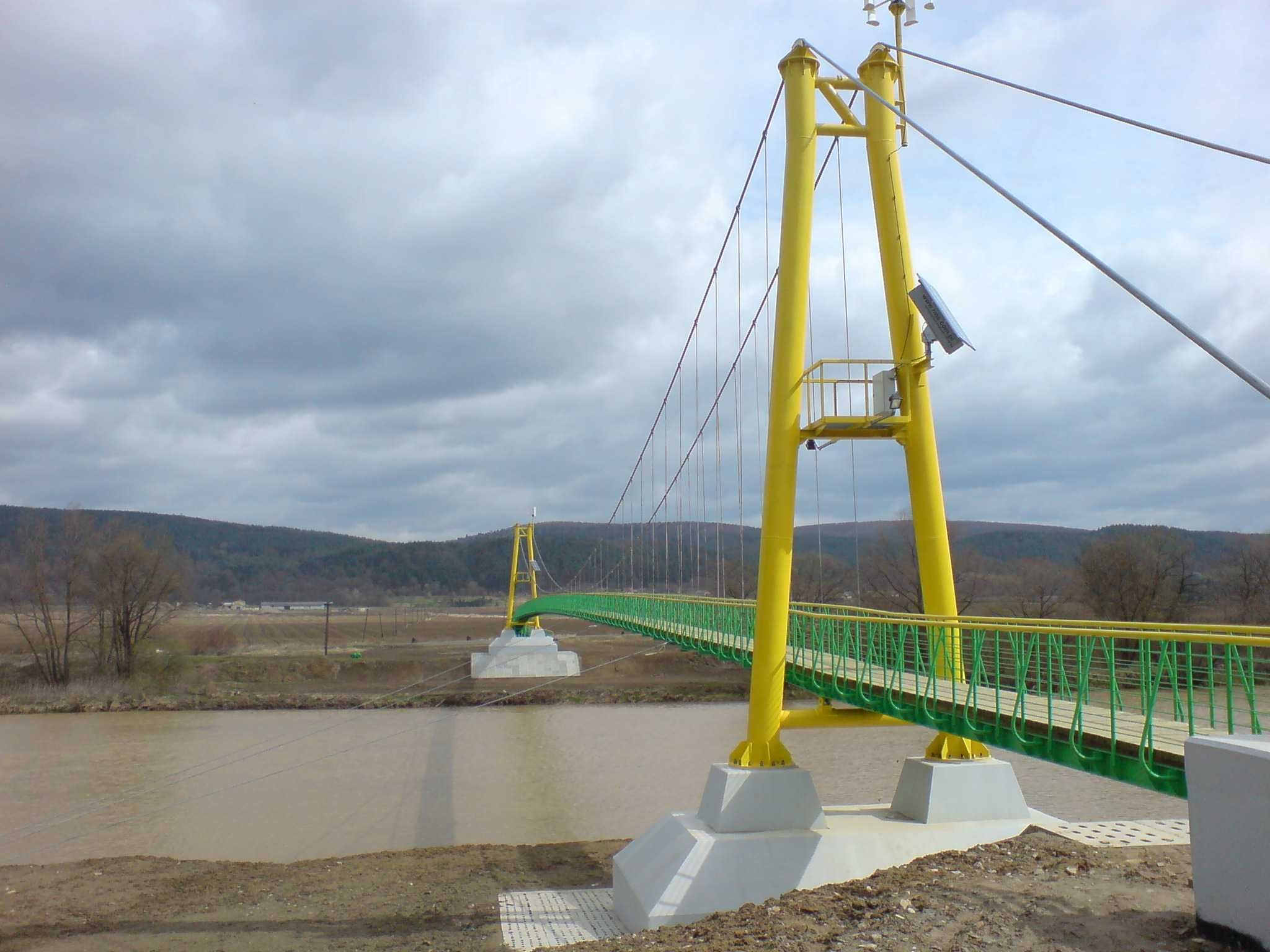
Kładka wisząca nad Sanem – Witryłów -Ulucz
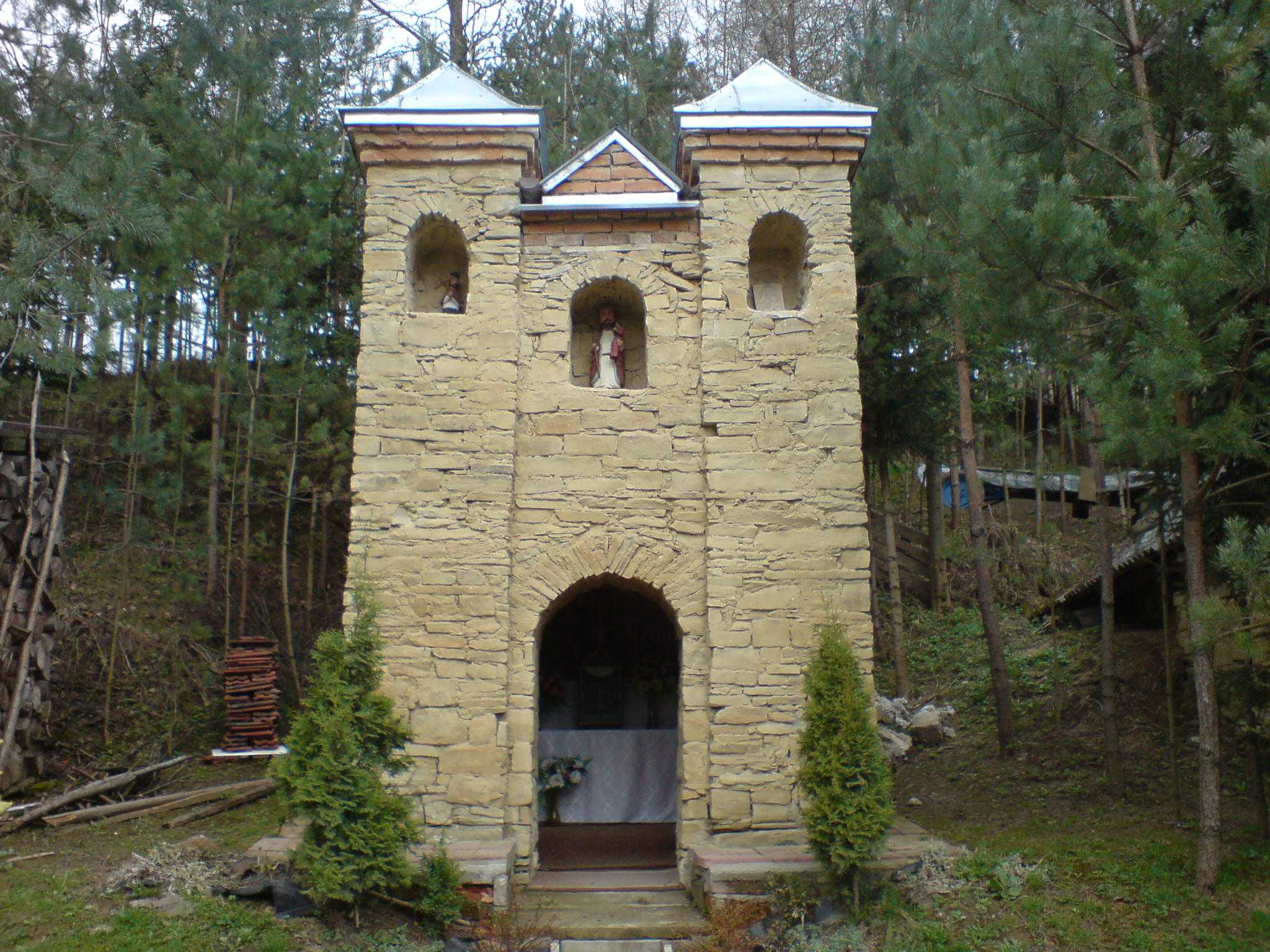
Kapliczka

## Zabytki
W Witryłowie znajdują się następujące zabytki:
- drewniana cerkiew greckokatolicka pw. Michała Archanioła z roku 1812, obecnie kościół filialny pod tym samym wezwaniem w parafii pw. Przemienienia Pańskiego w Końskiem, w dekanacie Grabownica. Wewnątrz znajduje się cenny dwustronnie malowany krzyż procesyjny z XIX w.
- w 1939 r. we wsi znajdował się jeszcze dwór z lat trzydziestych XIX w. Dwór uległ częściowemu spaleniu w 1946 r. Pozostały po nim piwnice z 1828 r., a także resztki parku z kasztanowo-modrzewiową aleją i kilkoma starymi dębami.
- trzy murowane kapliczki z XIX w.

## Ludzie związani z Witryłowem
- Władysław Węgrzyński (1894–1940), podpułkownik piechoty Wojska Polskiego